# Кози
Козите (Caprinae) са подсемейство Кухороги бозайници, което обединява козите, овцете, овцебика и др.

## Класификация
- семейство Bovidae - Кухороги
  - подсемейство Caprinae – Кози
    - род Naemorhedus (Nemorhaedus) – горали
      - Naemorhedus goral – Хималайски горал
      - Naemorhedus caudatus – Амурски горал, дългоопашат горал
      - Naemorhedus griseus – Китайски горал
      - Naemorhedus baileyi – Червен горал

    - род Capricornis – серау
      - Capricornis crispus – Японски серау
      - Capricornis milneedwardsii – Китайски серау
      - Capricornis rubidus – Червен серау
      - Capricornis sumatraensis – Серау, суматренски серау
      - Capricornis swinhoei – Тайвански серау
      - Capricornis thar – Хималайски серау

    - род Oreamnos – снежни кози
      - Oreamnos americanus – Снежна коза

    - род Rupicapra - диви кози
      - Rupicapra rupicapra - Дива коза
      - Rupicapra pyrenaica – Пиренейска дива коза

    - род Budorcas - такини Стадо овцебикове (Ovibos moschatus)Дебелорог овен (Ovis canadensis)Пиренейски козирог (Capra pyrenaica)
      - Budorcas taxicolor – Такин

    - род Ovibos – овцебикове
      - Ovibos moschatus - Овцебик, мускусен бик

    - род Ovis - овце
      - Ovis orientalis (Ovis aries) - Муфлони и домашни овце
        - Ovis [orientalis] orientalis – Азиатски муфлон
        - Ovis [orientalis] musimon (Ovis aries ssp.) – Европейски муфлон
        - Ovis [orientalis] aries - Домашна овца

      - Ovis ammon - Архар, планински овен, аргали
      - Ovis vignei – Уриал, степен овен
      - Ovis canadensis – Дебелорог овен
      - Ovis dalli – Овен на Дал
      - Ovis nivicola – Снежен овен

    - род Ammotragus
      - Ammotragus lervia – Гривест овен, гривест козел

    - род Pseudois – барали, сини овни
      - Pseudois nayaur – Барал, син овен, нахур
      - Pseudois schaeferi – Малък барал

    - род Hemitragus – Хималайски тарове
      - Hemitragus jemlahicus – Хималайски тар

    - род Nilgiritragus – Нилгирийски тарове
      - Nilgiritragus hylocrius – Нилгирийски тар

    - род Arabitragus – Арабски тарове
      - Arabitragus jayakari – Арабски тар

    - род Capra - кози
      - Capra ibex – Алпийски козирог, ибекс
      - Capra pyrenaica – Пиренейски козирог
      - Capra nubiana – Нубийски козирог
      - Capra sibirica – Сибирски козирог
      - Capra walie – Етиопски козирог
      - Capra caucasica – Кавказки козел, тур, западнокавказки тур
      - Capra cylindricornis – Източнокавказки тур
      - Capra aegagrus – Безоаров козел, егагър
        - Capra aegagrus hircus – Домашна коза

      - Capra falconeri – Винторог козел, мархур